# Szkoła Summerhill

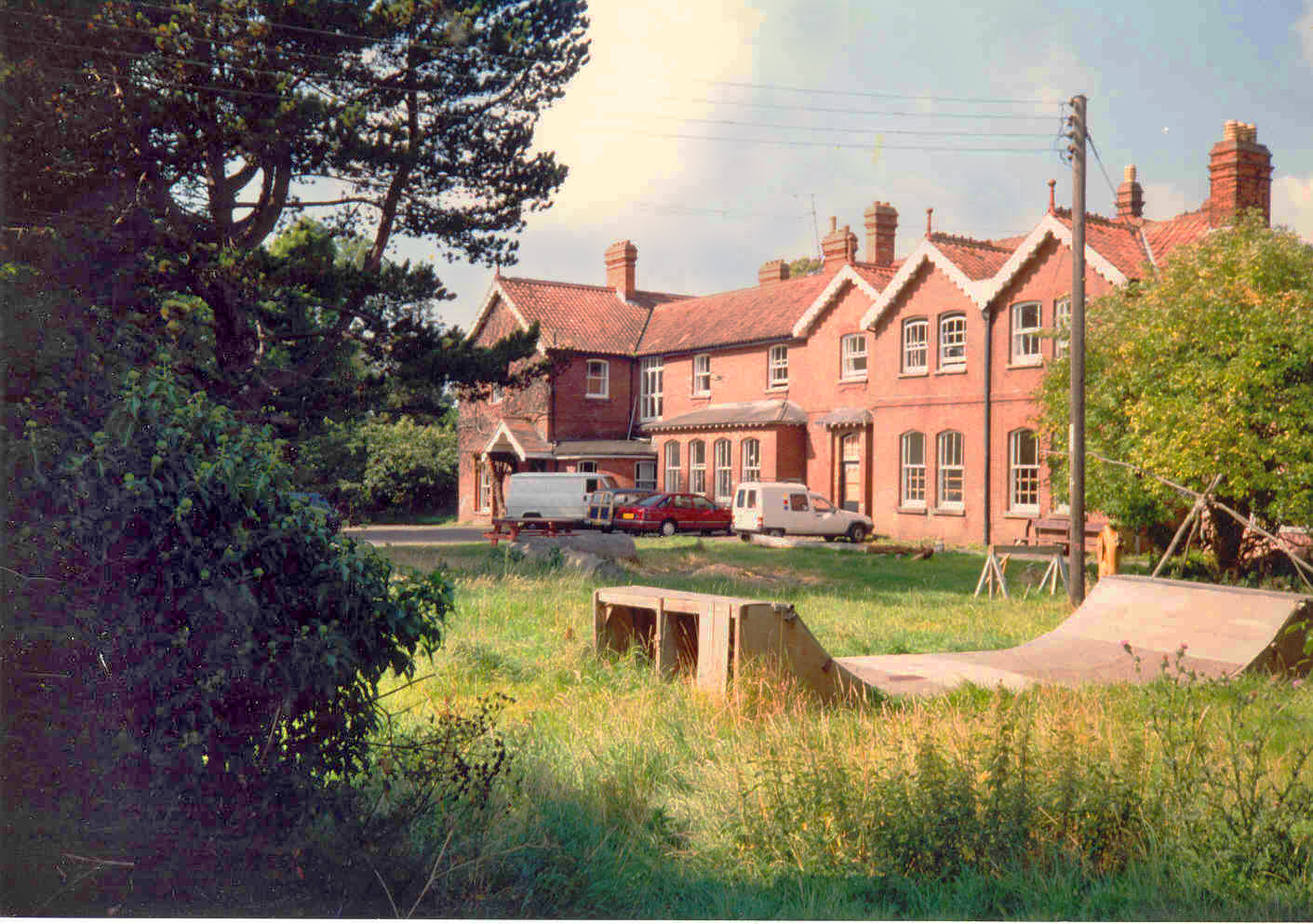
Szkoła Summerhill

Szkoła Summerhill – pionierska szkoła w Leiston w hrabstwie Suffolk, (Wielka Brytania) założona 1921 przez Alexandra Sutherlanda Neilla, który oparł się na poglądach amerykańskiego pedagoga Homera Lane (1875–1925).
Cechą charakterystyczną szkoły jest brak przymusu uczenia się i uczęszczania na lekcje; instytucja opiera się na samorządności uczniów i nauczycieli. Szkoła jest neutralna światopoglądowo i areligijna. W szkole dostępny jest szeroki wybór przedmiotów, do poziomu minimum GCSE (angielskie państwowe egzaminy dla uczniów w wieku 16 lat). Na początku każdego semestru następują zapisy starszych uczniów na zajęcia, po czym przygotowywany jest plan lekcji. Znajduje się tu także przestrzeń, gdzie dzieci mogą się bawić i prowadzić życie towarzyskie itd. Czas nie jest organizowany dzieciom przez dorosłych, to one same kreują zajęcia według własnego uznania. Stoi to w opozycji do szkół tradycyjnych, które według Kena Robinsona (lidera w dziedzinie rozwoju kreatywności) zabijają kreatywność, prowadzą do standaryzacji. 
Przywilej, jakim jest wolność, jest tu możliwością działania świadomie i z własnego wyboru. W Summerhill podchodzi się do niej jak do cechy osobowości człowieka – ze zrozumieniem i pietyzmem. Wolność jednostki jest tu prawem do wyboru motywów działania, które implikują odpowiedzialność. Określa się ją tu jako prawo do robienia wszystkiego, co nie przynosi szkody innym. Tak na przykład uczeń może nie pójść na zajęcia angielskiego, jeśli nie ma na nie ochoty, ale za zakłócanie ciszy nocnej będzie już pociągnięty do odpowiedzialności, gdyż wpływa to na niekorzyść innych osób. Uczy to wychowanków ciągłego podejmowania decyzji i samodzielnego działania – korzystania ze swobody i dokonywania wyborów zgodnych ze wspólnym dobrem. 
Po śmierci A.S. Neilla w roku 1973 kierownictwo szkoły objęła jego żona Ena, po niej kierownictwo szkoły przejęła w roku 1985 jego córka, Zoë Neill Readhead. 
Szkoła powstała pierwotnie w Niemczech, w mieście-ogrodzie Hellerau niedaleko Drezna, pod wpływem pedagogiki niemieckiej Neue Schule. Wkrótce jednak przeniosła się do Sonntagberg w Dolnej Austrii. Ze względu na niechętny stosunek miejscowej ludności, założyciel szkoły przeniósł ją w roku 1923 do Lyme Regis w Anglii. W roku 1927 szkoła została przeniesiona do swojej ostatecznej lokalizacji – Leiston (jedynie podczas II wojny światowej szkoła była ewakuowana do Walii).
Życie szkoły oparte jest na dwustu zasadach, ustalanych przez walne zgromadzenie uczniów i pedagogów. Przyjęto zasadę podziału władzy na cztery organy zarządzające: komitet, rzecznicy praw, trybunał i walne zgromadzenie.
Walne zgromadzenie zbiera się każdej soboty. Uczniowie dysponują w nim większością głosów. Trybunał zbiera się każdego piątku. Jedyną karą jest obowiązek prac przy zmywaniu naczyń lub przy porządkach. Rzecznikami praw są uczniowie, wybierani na okres 14 dni. Zajmują się rozstrzyganiem sporów. Poważniejszymi sprawami zajmuje się trybunał. Starsi uczniowie zajmują się kontrolą przestrzegania ciszy nocnej.
Szkoła Summerhill stała się inspiracją dla wielu szkół i organizacji na całym świecie. 